# Casino Royale (film, 2006)
A Casino Royale az EON Productions 2006-ban bemutatott huszonegyedik James Bond filmje, és az első, amelyben Daniel Craig alakítja a brit titkosszolgálat ügynökét. A forgatókönyvet Ian Fleming 1953-as, azonos című Iregénye alapján Neal Purvis, Robert Wade és Paul Haggis írta, a rendezői székben pedig Martin Campbell, az 1995-ös Bond-mozi, a GoldenEye – Aranyszem direktora ült. A produkció és Daniel Craig szerepformálása hamar elnyerte a kritikusok és a nézők tetszését, maga a film pedig az eddigi legsikeresebbé vált a sorozat történetében.
A Casino Royale a sorozat egyfajta újragondolása. Az események nem hivatottak a Dr. No vagy bármely más Bond-film előtt játszódni, mint egy előzményeket bemutató film esetében; ehelyett új idővonalat és narratívát alapoz meg, ami a többi Craiggel készült Bond-filmre is kihat. Ez a produkció Ian Fleming első Bond-regényének harmadik adaptációja, az 1954-es tévéfilm és a 1967-es filmparódia után. Azonban csak a 2006-os változat tartozik az EON Productions hivatalos Fleming-adaptációi közé. Ez az első hivatalos Bond-film, mely társprodukcióban készült az 1967-es verziót gyártó és forgalmazó Columbia Picturesszel; annak az üzleti megállapodásnak az eredményeként, melyet a Sony/Comcast létesített a Bond-filmsorozatért felelős stúdióval, az MGM-mel.
A Casino Royale az első Bond-film az 1989-es A magányos ügynök óta, mely közvetlenül egy Ian Fleming-regény címét viseli. Továbbá szintén az említett 16. Bond-kaland óta az első, melynek nem készült novelizációja, azaz nem adtak ki regényt a forgatókönyv alapján, érthető módon. Ehelyett a film bemutatójával közel egy-időben ismét megjelent Fleming eredeti műve, az Egyesült Királyságban 2006. október 31-én.

## Szereplők
| Színész            | Szereplő          | Leírás | Magyar hang    |
| ------------------ | ----------------- | --- | -------------- |
| Daniel Craig       | James Bond        | A brit MI6 007-es ügynöke. | Stohl András   |
| Eva Green          | Vesper Lynd       | A királyi kincstár képviselője, akinek a feladata Bond felügyelete a pókerjátszma alatt. | Németh Borbála |
| Mads Mikkelsen     | Le Chiffre        | A világ terroristáinak bankára. Matematikai zseni és a sakk mestere; ebből fakadó képességeit a póker során hasznosítja is. Bal szeme egy sebhely miatt vért könnyezik. | Kaszás Gergő   |
| Judi Dench         | M                 | Az MI6 szigorú vezetője. Noha úgy érzi, túl korán nevezte ki a 007-est, meglehetősen anyáskodó iránta. | Tímár Éva      |
| Jeffrey Wright     | Felix Leiter      | A CIA embere, aki részt vesz a pókerjátszmában. (Bond először a Dr. No-ban találkozott Leiterrel, de a Casino Royale-ban mutatkoztak be egymásnak, ahogy a filmben is. Leitert korábban számos fehér színész személyesítette meg a sorozatban, ez az első hivatalos Bond-film, melyben egy fekete színész játssza.)      | Jantyik Csaba  |
| Giancarlo Giannini | Rene Mathis       | Bond összekötője Montenegróban. | Tordy Géza     |
| Caterina Murino    | Solange Dimitrios | Dimitrios felesége, akit Bond elcsábít. (Solange volt a Ian Fleming 007 in New York című novellájában szereplő Bond-lány neve. Ez a történet legutóbb a Polipka és Halálos rémületben című kötetben jelent meg. A Solange név megjelenik a Halálvágta című novellában is, amelyet a Szigorúan bizalmas kötet tartalmaz.) | Pokorny Lia    |
| Simon Abkarian     | Alex Dimitrios    | Le Chiffre bahama-szigeteki társa. | Mikula Sándor  |
| Jesper Christensen | Mr. White         | Egy titokzatos férfi, aki a világ terroristáinak összekötője. | Holl János     |

Két jelentős szereplő maradt ki a filmből: Q és Miss Moneypenny. Nem szerepeltek a forgatókönyvben, s így ez a második Bond-film (az első az Élni és halni hagyni), melyben Q és az első, melyben Miss Moneypenny nem jelenik meg. 2005 októberében Michael G. Wilson producer elmondta, a karakterek kihagyása azért történt, mert a regényben sincsenek jelen; azonban Moneypenny mégis szerepel benne, csupán egy sornyi párbeszéddel, míg Major Boothroyd, akiből a filmekben Q karaktere lett, valóban nem tűnik fel több könyvvel későbbig.

## Cselekmény
A fekete-fehérben felvett nyitó képsorokban egy usánkás férfi érkezik limuzinnal egy prágai irodaépületbe. Amint belép a dolgozószobájába, felrémlik neki, hogy a sötétben már várja valaki: ő James Bond, a dupla-nullás státuszt még nem birtokló MI-6-os ügynök. Hogy előléptessék, 2 emberrel kell végeznie: a helyszínre érkező, hazaáruló Drydennel és annak összekötőjével. Bond és Dryden beszélgetése során egy flashbackben látjuk Bond és az áruló kapcsolatának verekedését a mosdóban, melynek végén Bond vízbe fojtja az áruló kapcsolatát. A történet elmesélése után Bond váratlanul fejbe lövi Drydent, majd a kép ismét visszavált a vécés incidensre, ahol az ügynök lelövi az összekötőt. Mozdulata része a híres pisztolycsöves nyitánynak. A lövés után a vásznat elborítja a vér, beindul a pókeres-gyilkosos főcím, amely alatt Chris Cornell dala szól.
Bond ezután Madagaszkár felé veszi az irányt, hogy elfogjon egy nemzetközi bombakészítőt, Mollakát. A két férfi vad tempójú üldözésbe kezd a helyi piactértől kezdve egy építkezésen át a Nambutu követségi épületig. Mikor egy sereg követségi katona veszi körül, Bond lelövi a bombagyárost, és a levegőbe repíti a követség egy részét. Akcióját rögzítik, s rövidesen a világsajtó is értesül a történtekről, ami miatt Bond főnöke az MI6-nál, M, éktelen haragra gerjed a 007-es iránt.
Le Chiffre, a gátlástalan bankár, aki terroristaszervezeteket segít pénzhez, arra használja kapcsolatait, hogy bizonyos cégek ellen támadásokat szervezzen, s ügyfelei tőkéjéből elővásárlási jogokat vegyen részvényeikre. Előkészítve tervét, mely egy új utasszállító repülőgép prototípusának felrobbantására irányul, Le Chiffre 100 millió dollár értékben elővásárlási jogot vesz a gép részvényeire. Bond meghiúsítja a támadást, így a részvényárak nem zuhannak. Ezzel az elővásárlási jog értéktelenné válik.
Hogy visszanyerje veszteségét, Le Chiffre benevez egy nagypályás Texas Hold'Em pókerjátszmára a montenegrói Casino Royale-ban. Az MI6 bejuttatja a játékba Bondot, hogy fizetésképtelenné tegye Le Chiffre-t; ha sikerrel jár, Le Chiffre kénytelen lesz a brit kormány segítségét kérni a hitelezőivel szemben. Bond találkozik Mathisszal, a montenegrói összekötőjével, és Vesper Lynddel, a kormány kincstárnoki ügynökével, akinek az a feladata, hogy felügyelje Bond 10 millió dolláros kreditének felhasználását.
A játék folyamán Bond felfedezi Le Chiffre árulkodó jelét, amikor blöfföl. Azonban később elárulják a 007-est, mikor Le Chiffre félrevezeti azzal, hogy erős lapjai ellenére blöfföt színlel, így Bond elveszíti a teljes tőkéjét. Vesper visszautasítja a játékba való visszalépéshez szükséges ötmilliós extrakredit kérését, ezért a brit ügynök úgy dönt, megöli Le Chiffre-t, ám az amerikai CIA-s, Felix Leiter közbelép. A szintén beépített játékos úgy érzi, Bond képes legyőzni a bankárt, így megadja neki az ötmilliót. Viszonzásképpen Bond beleegyezik, hogy a CIA kezére adja Le Chiffre-t.
Ismét az asztalnál, Le Chiffre nője, Valenka, megmérgezi Bondot. A 007-es kocsijában megpróbálja aktiválni a defibrillátort, de egy be nem dugott vezeték miatt kis híján életét veszti, mígnem Vesper a segítségére siet. Bond visszatér, legyőzi Le Chiffre-t, de a gonosztevő elmenekül és embereivel elrabolja Vespert. Egy közel halálos autósüldözést követően Bond is fogságba esik. Le Chiffre és emberei egy hajótestbe viszik őket. A bankár egyik pribékje behoz a szobába egy puha lapú széket, kivágja az ülését és beleülteti az időközben meztelenre vetkőztetett Bondot. Le Chiffre közli, hogy mi vár rá a következőkben: ha nem árulja el a nyert összeg kiváltásához szükséges jelszót, egy vastag kötéllel veri szét a 007-es testét, végül pedig hősünk nemi szervét. Bár Bond fájdalmas kínokat él át, nem törik meg, sőt gúnyolódni kezd ellenfele szado-mazochista hajlamain. Mikor a bankár előtt világossá válik, hogy nem fog hozzájutni az információhoz, rákészül, hogy kiherélje Bondot. Egy pillanattal azelőtt, hogy nekilátna, Mr. White érkezik a helyszínre, és mindenkivel végez, kivéve Bondot és Vespert. Bond a Comói-tó melletti kórházban tér magához, és a Le Chiffre szavai miatt kettős ügynöknek vélt Mathist őrizetbe veteti.
Később megérkezik a nyereménypénz átutalását intéző svájci bankár, Mendel, és Bond felfedi Vesper előtt, hogy a hatbetűs jelszó a nő neve. Sebezhetően, és megindítva az iránta tanúsított törődés által, szerelmet vall Vespernek, ígéretet téve arra, hogy kilép az ügynökségtől. Miután Vesper beleegyezik, Bond e-mailben benyújtja a lemondását M-nek, és romantikus vakációra indulnak Velencébe.
Bond rövidesen rájön, hogy a nyeremény sosem került a kincstár számlájára, és felfedezi, hogy Vesper egy rejtélyes szervezet képviselőinek akarja adni a pénzt. A nyomába ered, és egy felújítás alatt álló épületbe jut el. A tűzharc során a ház szerkezetét támasztó lebegtető egység megsérül, és az épület a Grand Canalba süllyed. Vesper öngyilkosságot követ el, mikor bezárja magát a víz mélyére tartó liftszerkezetbe. Mr. White egy szemközti balkonról figyeli az eseményeket, majd elsétál a pénzzel teli aktatáskával. Az elárult Bond megtudja M-től, hogy Vesper francia-algériai barátját elrabolta a szervezet, s hogy megmentse az életét, a pénz átadásáról kötött üzletet. A Vesper mobilját birtokló Bond felfedezi, hogy Vesper benne hagyta a készülékben számára Mr. White nevét és telefonszámát.
A következő jelenetben Mr. White érkezik meg fényűző ingatlanjához, majd telefonhívást kap. A vonal másik végén egy hang szólal meg: „Mr. White? Beszélnünk kell.” White megkérdezi, „Ki beszél?”, mire golyót kap a lábába. Amint kétségbeesetten mászik villája felé, Bond jelenik meg, és az ikonikus sorral válaszol Mr. White kérdésére: „A nevem Bond. James Bond.”

## Előkészület
A filmről azt mondták, visszaviszi James Bondot a „gyökereihez” egy olyan filmben, mely az Oroszországból szeretettelhez hasonlítható, amiben a fókuszpont a karaktereken és a cselekményen volt, semmint a high-tech eszközökön és a vizuális effektusokon, két olyan tényezőn, ami miatt a legtöbb kritika érte a Halj meg máskor!-t. Ezen kívül, az EON beismerte, hogy túl sokat bíztak a CGI-effektekre, így a Casino Royale-ban a kaszkadőrt igénylő jeleneteket a „régi jól bevált módon” végezték. A még több akció, nagyobb speciális effektek és CGI felé tett lépés az utóbbi Bond-mozikban részben azért volt szükséges, hogy felvegyék a versenyt a '90-es évek bevételi listákat uraló nagy költségvetésű akciófilmjeivel. Azonban az olyan kevéssé grandiózus akciómozik közelmúltbeli sikere, mint A Bourne-csapda, azt sugallta, ideje lejjebb venni a Bond-filmek mércéjét, hasonlóképpen a Roger Moore-korszak Szigorúan bizalmasához, mely a speciális effektektől hemzsegő Moonrakert követte.

## Produkció

### Szereposztás
2004. október 14-én Pierce Brosnan megerősítette, hogy nem ő fogja Bondot játszani a Bond 21-ben; azt állította, „ez teljesen végleges”, s magát a szerepből „kirúgottnak” fogalmazta meg. Az EON Productions egy szóvivője 2005. április 17-én kiadott egy közleményt, hogy „biztosan nem Pierce Brosnan lesz az”.
2004. és 2005 folyamán potenciális új „Bondok” végtelen hullámát jelentette be néhány médium, köztük ismeretlen és befutott hollywoodi színészeket egyaránt. Michael G. Wilson állítása szerint a lista több, mint 200 nevet tartalmazott. Egy ponton Eric Bana, Clive Owen, Hugh Jackman, Gerard Butler, Dominic West, Goran Višnjić és Daniel Craig neve is megerősítést nyert különböző hírforrásokból, mint a szerződést aláírók vagy a szerepfelajánlást megkapók. A pletykák Owen körül felfokozódtak, mikor 2005 elején Golden Globe- és BAFTA-díjat, illetve Oscar-jelölést kapott a 2004-es Közelebb című filmért.
2005 májusában Daniel Craig elmondta, az MGM biztosította őt arról, övé a szerep, ahogyan Matthew Vaughn is tájékoztatta a riportereket, hogy az MGM felajánlotta neki a rendezői széket, azonban az EON Productions egyikükkel kapcsolatban sem nyilatkozott. Később Craig közölte, hogy a producerek felajánlották neki a szerepet, de ő visszautasította azt, mivel nem volt forgatókönyv, amit előbb elolvashatott volna. 2005 augusztusára a 37 éves Daniel Craiget sokan még mindig versenyben lévőnek tekintették. 2005. október 14-én az EON Productions és a Sony Pictures Entertainment megerősítette nyilvánosan is, hogy Daniel Craig lesz az új James Bond.
Miután ez a bejelentés megtörtént, a figyelem a vezető Bond-lány, Vesper Lynd megformálójának kiléte felé terelődött. A szereposztás rendezője, Debbie McWilliams elismerte, hogy Angelina Jolie és Charlize Theron komoly esélyesek voltak a szerepre. McWilliams szintén közölte, hogy Cécile de France részt vett a meghallgatáson, de angol akcentusa nem volt jó kiindulópont. Audrey Tautou szintén szóba került, de végül a 2006 májusában bemutatott A da Vinci-kódbeli szerepe miatt nem őt választották. Végül Eva Green nevét jelentették be 2006. február 16-án mint Vesper Lynd alakítóját.

### Forgatás
A Casino Royale felvétei 2006. január 30-án kezdődtek meg, s 2006. július 21-én fejeződtek be. A film nagy részét a prágai Barrandov Studiosban vették fel, de ezen kívül forgott máshol is Csehországban, illetve a Bahamákon, Olaszországban és az Egyesült Királyságban. A produkció a forgatási napok befejezéséhez visszatért megszokott otthonába, a Pinewood Studiosba.
Kezdetben Michael G. Wilson megerősítette, hogy a Casino Royale forgatási és/vagy filmbeli helyszínéül valószínűleg Prága és Dél-Afrika szolgál majd. Azonban az EON Productions problémába ütközött a dél-afrikai helyek megszerzésében, így a producereknek ismét újra kellett gondolni lehetőségeiket. 2005. szeptember 13-án a Commanderbond.net jelentette, hogy Martin Campbell rendező és Phil Meheux operatőr a bahamai Paradise Islanden kutat lehetséges filmhelyszínek után. Október 6-án Campbell megerősítette, hogy a Casino Royale a Bahamákon és „talán Olaszországban” fog forogni. A külső helyszíni forgatások mellett a stúdiómunka a Barrandov Studiosban Prágában és az angliai Pinewood Studiosban készült, utóbbiban a film számos helyiséget használt, köztük a történelmi Albert R. Broccoli 007 Stage-t. További felvételek az Egyesült Királyságban a Surrey-i Dusnfold Aerodrome-ban, az Eton Collage-i amfiteátrumban (ezt a bizonyos jelenetet kivágták a végső változatból) és a Bedfordshire-ben található Millbrook Vehicle Providing Groudban folytak.
Miután az első felvételek elkészültek Prágában 2006. január 30-án, a produkció a Bahamákra költözött. Február és március folyamán számos helyet használtak filmeznésre New Providence környékén, főképp a Paradise Islanden és a déli Coral Harbour területén, köztük a Királyi Bahamai Légierő egy elhagyott bázisát, mely fontos szerepet töltött be a produkcióban. Az ugandai jeleneteket a Buckinghamshire-i Country Park-ban, Black Park-ban rögzítették 2006. július 4-ével bezárólag. További jelenetek az Albany House-ban kerültek felvételre, mely ingatlannak nemrégiben lettek tulajdonosai Ernie Els és Tiger Woods golfozók.
A stáb áprilisban visszatért Csehországba, s Prágában, Planában és Loketben folytatták a filmezést, mielőtt májusban befejezték Karlovy Varyban. Itt egy használaton kívüli fürdő, korábbi nevén Kaiserbad szolgált a Casino Royale épületének külső helyszíneként. A Grandhotel Pupp „alakította” a "Hotel Splendide"-t, ahol Bond a Montenegróban töltött ideje alatt száll meg.
A fő olaszországi helyszín, melyre Campbell utalt, Velence; itt játszódik a film végének nagy része. A mozi második felének további jeleneteit május végén és június elején vették fel a Villa del Balbianellóban, a Comói-tó partján. További külső képek a Menaggio tóparti városa közelében található Villa la Gaeta tulajdonában lévő helyszíneken készültek.
2006. július 30-án tűz ütött ki a Pinewood-i Albert R. Broccoli 007 Stage-en. A kár jelentős volt, de az eset nem hatott ki a Casino Royale bemutatására, mivel a forgatás egy hete véget ért ekkora, s díszletek már a bontási fázisban voltak. 2006. augusztus 11-én a Pinewood Studios közölte, hogy nem szándékozzák megmenteni a stúdió maradványait, ehelyett megsemmisítik őket. Pár hónappal később bejelentették, hogy a 007-es stúdiót újjáépítik.

### Járművek és speciális technikai eszközök
- Aston Martin DBS – Bond a Casino Royale-ban egy Aston Martin DBS-t vezet. Daniel Craig személyesen látogatott el az Aston Martin főhadiszállására, a Warickshire-i Gaydonba 2006. január 13-án, hogy szemügyre vételezze és kipróbálja az autót. A jármű rejtett részeiben fel van szerelve egy elsősegélycsomag, melynek tartozéka egy kültéri automata defibrillátor, egy pisztoly, illetve hangtompító.
- Aston Martin DB5 – Bond híres Aston Martin DB5-ösét Dimitriostól nyeri pókeren; első feltűnése a Goldfingerben volt, majd szerepelt a Tűzgolyóban, az Aranyszemben és az A Holnap markábanban.
- Beültetett mikrochip-jeladó – Bond karjába ültetik, mielőtt Montenegróba indul. Arra szolgál, hogy követhessék a nyomát.

### Fegyverek
- Walther P99 – Bond fő fegyvere a Casino Royale-ban egy Walther P99, ami már a cím előtti jelenetben feltűnik Dryden irodájában. Később az Aston Martin kesztyűtartójából is egy ilyen fegyver kerül elő.
- Walther PPK – A Bond filmek klasszikus fegyvere is feltűnik a filmben egy nagyon rövid időre, a cím előtti másik jelenetben Fischer ügynök likvidálására használja Bond.
- Browning Hi-Power Mark III – Bond egy ilyen fegyvert vesz el Nambutu nagykövettől a menekülése során. A jelenet végén Bond megadást színlelve eldobja a Browningot, majd váratlanul a Walther P99-t húzza elő és azzal lövi ki Mollaka-t, illetve a fedező robbanáshoz a gázpalackokat.
- Heckler & Koch UMP-9 – A film legutolsó jelenetében, Bond egy ilyen fegyver társaságában mutatkozik be a lábon lőtt és földön csúszó Mr. White -nak.

## Filmzene
A filmzenealbumot 2006. november 16-án dobta piacra a Sony Classical. A zenét David Arnold szerezte; ez Arnold negyedik Bond-filmhez kötődő munkája. Gyakori munkatársa, Nicholas Dodd hangszerelte és vezényelte a film zenéjét. A főcímdalt Chris Cornell adja elő, azonban a You Know My Name nem található meg az albumon. Ez a szám az 1983-as Polipka betétdala óta az első, mely nem a film címét viseli.

## Bemutató és fogadtatás
A Casino Royale premierjét London három filmszínházában, az Odeon Leicester Square-ben, az Odeon West Endben és Empire-ben egyszerre tartották 2006. november 14-én. A film a 60. a Royal Film Performance keretében, amely a Cinema & Television Benevolent Fund elnevezésű alapítványt támogatja. A CTBF pártolója, II. Erzsébet brit királynő is megjelent Edinburgh hercegével együtt. A Csak kétszer élsz (1967) és a Halj meg máskor! (2002) után ez a harmadik alkalom, hogy Őfelsége részt vett egy Bond-film bemutatóján. A szereplők és a stáb mellett számos híresség is tiszteletét tette, illetve ötezer fizető vendég; a tőlük származó bevétel fele került a CTBF-hez.

### Kritikusok reakciója
A kritikák pozitív visszajelzést adtak a filmről, különösen Daniel Craig alakításáról. A Rotten Tomatoes oldalán 94%-on áll a film, ez az év széles körű bemutatói közül a legmagasabb eredmény, illetve a harmadik legjobb a Bond-filmek történetében a 96%-ot elérő A kém, aki szeretett engem és az Oroszországból szeretettel, illetve a ritkaságszámba menő 100%-os Dr. No mögött. A felhasználók ítélete ugyanitt 92%. Az IMDb szavazói az eddigi legjobb Bond-filmnek kiáltották ki a Casino Royale-t, hiszen immáron több, mint százötvenötezer vokssal 8 csillagon áll a produkció. A Craiggel szemben korábban kritikus The Daily Mirror és a The Daily Telegraph Sean Conneryhez hasonlította a színészt, az utóbbi a forgatókönyvet okoson megírtnak titulálta. A The Times Timothy Daltonhoz mérte Craiget, az akciót ütősnek írta, konkrétan a madagaszkári darus szekvenciát kiemelve. Paul Arendt a BBC Filmstől még tovább ment, mikor Craiget az első színésznek kiáltotta ki, aki igazán megragadta Ian Fleming karakterének lényegét. Az Empire munkatársa, Kim Newman és Todd McCarthy, a Variety újságírója egyetértettek ebben. Észak-Amerikában a filmet rendkívül jól fogadták. Az MSNBC öt csillagos értékeléssel tüntette ki a Casino Royale-t.
Michael Medved három csillagot adott a filmnek a négyből, azzal kommentálva, hogy „…érdekfeszítő, merész és nagyon eredeti…”. Medved továbbá úgy nyilatkozott, hogy a Casino Royale „…sokkal hihetőbb, kevésbé rajzfilmes jellegű, mint a korábbi 007-es csinnadratták.”, de a „néha lassú előrehaladás idegesíteni fog néhány Bond-fanatikust”.
A The Sun kritikusa dicsérte a filmet sötétebb tónusáért és Craig játékáért, noha úgy érezte, „ahogy a regénynek is, cselekménye az okos megoldások hiányában szenved”, s hogy némi vágás még ráfért volna. Negatív visszajelzés érkezett Tim Adamstől, a The Observertől, mivel úgy vélte, hogy a film rosszul jött ki a kísérletből, hogy a sorozatot realisztikusabbá tegye. Emanuell Levy hasonló véleményének adott hangot, úgy érezvén, a film terrorista gonosztevőiből hiányzik a mélység, a befejezés pedig túl hosszú, ugyanakkor elismerően szólt Craigről és összességében "B+"-t (négyes fölé) adott a filmnek. Richard Roeper 3 csillagra ítélte a filmet a lehetséges négyből. Az IMDb körkérdésében a felhasználók a Casino Royale-t szavazták meg kedvenc Bond-filmjüknek.

### Bevételek
Nyitónapján a Casino Royale 14,7 millió dollárral a toplista élén indult az Amerikai Egyesült Államokban és Kanadában. A hétvégét tekintve azonban 40,8 millió dollárjával csak a második helyre futott be a Táncoló talpak című animációs film mögött, ami 41,5 millióval szerezte meg az elsőséget. Ugyanakkor a mozinkénti átlagbevétel tekintetében a film jobban teljesített, köszönhetően annak, hogy kevesebb mozi műsorán szerepelt. A film nemzetközileg további 42 milliót gyűjtött indítása alkalmával.
Az Egyesült Királyságban a jegyeladások az első napon 1,7 millió fontra rúgtak, ami magasan a legjobb Bond-eredmény, maga mögé utasítva a Halj meg máskor!-t (1,1 millió font). Az első hétvégi 13,1 millió font könnyedén felülmúlta az említett korábbi Brosnan film 9,1 millióját. Ez az összeg minden idők harmadik legnagyobb nyitóhétvégéje a Harry Potter és a Tűz Serlege és A Karib-tenger kalózai: Holtak kincse mögött.
A Halj meg máskor! teljes brit bevételét (59 millió dollár) a Casino Royale két hét után maga mögött hagyta, s csatlakozott azon rendkívül kevés film közé, melyek átlépték a 100 millió dolláros bevételt az Egyesült Királyságban.
Indiában a film maga mögé utasított minden korábbi nyugati filmet bemutatója alkalmával, míg Oroszországban a nyolcadik legjobb startot érte el a külföldi (nem orosz) produkciók között.
A Casino Royale gyors tempóban vált a nemzetközi piacon a 2006-os év negyedik legsikeresebb filmjévé, több, mint 120 millió dollárral múlta felül az eddigi legtöbbet hozó 2002-es epizódot. A Casino Royale mind Észak-Amerikában, mind nemzetközi porondon, maga mögé utasította az összes korábbi Bond-filmet.

## Díjak és jelentősebb jelölések
- BAFTA-díj
  - díj: legjobb hang (Chris Munro, Eddy Joseph, Mike Prestwood Smith, Martin Cantwell, Mark Taylor)
  - jelölés: legjobb brit film (Michael G. Wilson, Barbara Broccoli, Martin Campbell, Neal Purvis, Robert Wade, Paul Haggis)
  - jelölés: legjobb színész (Daniel Craig)
  - jelölés: legjobb adaptált forgatókönyv
  - jelölés: legjobb fényképezés (Phil Meheux)
  - jelölés: legjobb filmzene (David Arnold)
  - jelölés: legjobb díszlet
  - jelölés: legjobb vágás (Stuart Baird)
  - jelölés: legjobb vizuális effektek
- Art Directors Guild
  - díj: Excellence in Production Design Award, mozifilm
- Empire Awards, UK
  - díj: legjobb film
  - díj: legjobb színész (Daniel Craig)
  - díj: legjobb újonc színésznő (Eva Green)
- Evening Standard British Film Awards
  - díj: legjobb színész (Daniel Craig)
- Sant Jordi Awards
  - díj: legjobb külföldi színész (Daniel Craig)
- Satellite Awards
  - díj: legjobb eredeti betétdal (Chris Cornell: You Know My Name)
- Visual Effects Society Awards
  - díj: legjobb speciális effektusok, film